# The Essential Jimi Hendrix Volume Two
The Essential Jimi Hendrix (Vol. 2) kompilacijski je album američkog glazbenika Jimija Hendrixa, objavljen u srpnju 1979. godine od izdavačke kuće Warner Bros.

## O albumu
Kompilacija je nastavak albuma The Essential Jimi Hendrix (Vol. 1) koji je objavljen točno godinu dana ranije. Godine 1989. obje kompilacije objavljene su na CD-u kao dvostruko izdanje.
Kazeta umjesto pjesme "Fire" sadrži pjesmu "Gloria" sastava The Jimi Hendrix Experience

## Popis pjesama
Sve pjesme napisao je Jimi Hendrix, osim gdje je drugačije naznačeno.
| 1. | »Hey Joe«             | Billy Roberts | 3:25 |
| 2. | »Fire«                |               | 2:41 |
| 3. | »Foxy Lady«           |               | 3:15 |
| 4. | »The Wind Cries Mary« |               | 3:15 |
| 5. | »I Don't Live Today«  |               | 3:49 |
| 6. | »Crosstown Traffic«   |               | 2:17 |

| 1. | »Wild Thing« (uživo)               | Chip Taylor                                          | 6:44  |
| 2. | »Machine Gun« (uživo)              |                                                      | 12:09 |
| 3. | »The Star Spangled Banner« (uživo) | Francis Scott Key, John Stafford Smith, arr. Hendrix | 3:45  |

## Izvođači
- Jimi Hendrix – električna gitara, vokal
- Noel Redding – bas-gitara, prateći vokal
- Mitch Mitchell – bubnjevi
- Billy Cox  – bas-gitara u skladbi "Machine Gun"
- Buddy Miles  – bubnjevi u skladbi "Machine Gun"

## Detalji snimanja
- Skaldbe 1, 2, 3, 4, 5, dolaze s albuma Are You Experienced
- Skladba 6 s albuma Electric Ladyland
- Skladba 7 snimljena je uživo na Monterey Pop festivalu, 18. lipnja 1967.
- Skladba 8 s albuma Band of Gypsys snimljena uživo na the Fillmore East u New York City, New York, 1. siječnja 1970. (1. nastup)
- Skladba 9 snimljena uživo na the Woodstock festivalu, Bethel, New York, 8. kolovoza 1969.

## Vanjske poveznice
- Rateyourmusic.com - Recenzija albuma